# Ghitta Caiserman-Roth
Ghitta Caiserman-Roth née le 2 mars 1923 et morte le 25 novembre 2005 est une artiste canadienne. Elle fonde la Montreal Artist School et travaille au Musée des beaux-arts du Canada. Caiserman-Roth a également été membre de l'Académie royale canadienne et la première artiste à recevoir le Prix du Gouverneur général en arts visuels et en arts médiatiques,.

## Biographie
Ghitta Caiserman-Roth est née à Montréal , au Québec, en 1923, dans une famille juive roumaine. Ses parents sont Sarah Wittal, propriétaire d'une entreprise de vêtements pour enfants, et Hannaniah Meir Caiserman, responsable civique de la communauté juive de Montréal et militant syndical. Tous deux sont fortement impliqués dans des causes socialistes ayant un impact significatif sur l'art de Ghitta; Elle et également été influencée par ses expériences de travail dans des usines de guerre à Montréal et à Halifax. Son travail artistique englobe les thèmes de la vie ouvrière et socialiste.
Caiserman-Roth fréquente la Parsons School of Design à New York de 1939 à 1943. Elle étudie à l'École des beaux-arts de Montréal de 1961 à 1962. De retour à Montréal en 1947, elle ouvre avec Alfred Pinsky la Montréal Artists School. Ils ont ouvert l'école avec les artistes Barbara Eckhart et Harold Goodwin. De nombreux étudiants étaient des anciens combattants et Caiserman-Roth en était la directrice. L'école ne dura cependant que jusqu'en 1952 et fut vendue. Un voyage au Mexique en 1948 l’expose au mouvement muraliste socialiste et elle commence à incorporer des formes murales dans son travail, explorant à nouveau des thèmes socialistes. Elle a étudié avec Moses Soyer à l' American Artists School of Art Student League de New York. Caiserman-Roth a étudié les peintures murales politiques explorant le Mexique et ramenant de nouvelles idées dans le ghetto de McGill, où ils ont vécu jusqu'en 1956.

## Influence
Caiserman - Le père de Roth dirigeait un salon hors de leur maison familiale à Montréal et c’est là que ses premières influences ont commencé. Là, des artistes et des écrivains se réunissaient pour discuter de changements sociaux et politiques. Son père, Hanane Caiserman, lui présente des artistes et des écrivains montréalais. L'un des plus mémorables pour Caiserman-Roth fut "Yud-Yud" Segal, qui lui présente Marcel Proust et Romain Rolland. Non seulement elle est fortement influencée par la littérature mais par le peintre Louis Muhlstock. Après son retour d'études artistiques en France. Ils allaient faire plusieurs promenades ensemble et elle a appris la différence entre "voir" et simplement "regarder". Muhlstock était incroyablement sensible à son environnement, ce qui a eu une grande influence sur Caiserman. Plus tard, elle attribue son imagination libre et ses divers degrés d'abstraction à Muhlstock. Ses expériences dans la petite enfance jouent un rôle important dans les relations décrites dans ses peintures, en particulier entre mère et enfant. Sa mère, Sarah Caiserman, a exprimé son amour de l'art en concevant des vêtements pour ses enfants. Caiserman-Roth se souvient d'être assise dans des piles du tissu de sa mère enchantée par les couleurs, les textures et les motifs. Cette expérience a été largement inspirée lorsqu'elle a peint First Steps (1956), représentant sa propre fille. Alexandre Bercovitch, son professeur d’art, lui enseigne lors de leçons privées chez elle, à son domicile familial, à Montréal en 1932. Il était la quintessence de la bohème et elle se rappelle ses "yeux bleus bombés" avec affection. Il a fortement inspiré son travail avec les pastels et elle a été profondément émue par son dévouement au métier. Bercovitch avait également un attachement incroyable pour New York, la ville dans laquelle Caiserman-Roth souhaitait s'installer.

## Groupe
Ghitta Caiserman-Roth faisait partie du groupe Peintres juifs de Montréal, collectif d'artistes qui représentait des images expressionnistes du réalisme social des années 1930 et 1940. La peinture canadienne moderne a été définie par cette génération qui s’inspire de la montée du socialisme, de la Grande Dépression et des effets de la guerre. Les peintres ont été fortement influencés par les effets sociaux du fascisme et par la lutte de la classe ouvrière. Le style a ensuite été qualifié de réalisme social, un terme popularisé dans les années 1980 par l'historienne d'art Esther Trépanier. Caiserman-Roth faisait partie de la Young Women's Hebrew Association aux côtés d'autres artistes féminines, Rita Briansky et Sylvia Ary. C'est de ce groupe que sont nées les Peintres juives.

## Expositions
- Galerie éclectique, Kingston, Ontario (1998)
- Galerie Jean-Claude Bergeron (1997)
- Centre de médecine familiale Herzl (1994)
- Galerie quartier des arts, Pointe-Claire, Québec (1993-92)
- Galerie 007, Bochum, Allemagne (1992-91)
- École d'art d' Ottawa, Ottawa, Ontario (1990)
- Altinian Laing, Montréal, Québec (1989)
- L'Art français, Montréal, Québec. École d'hautes études commerciales , Université de Montréal, Montréal, Québec (1988)
- Restaurant Al Caretta, Montréal, Québec (1983)
- Dresden Galleries, Halifax, Nouvelle-Écosse (1982)
- Ghitta Caiserman-Roth: Une rétrospective, 1947-1980. Galerie de l'Université Concordia, Montréal, Québec (1981-1982)

## Prix et reconnaissances
Caiserman-Roth a remporté de nombreux prix:
- La médaille canadienne du centenaire (1967) [4]
- Prix d'achat du Conseil des Arts du Canada
- Prix d'achat et prix de la meilleure image graphique de l' Ontario Society of Artists (1975) [12]
- Neuvième prix annuel des arts, Fonds IJ Segal
- Prix Living Nature 1986.
- Membre de l'Académie royale canadienne
- Conseil des artistes peintres du Québec
- Le Conseil québécois de l'estampe[13]
- Prix du Gouverneur général en arts visuels et en arts médiatiques (2000)[1]